# Szlovák irodalom
Szlovák irodalomnak általános jelleggel a szlovák nyelvű irodalmat nevezzük. Tágabb értelemben ide sorolhatóak a mai Szlovákia területén íródott, a szlovák kultúrához szorosan köthető nem szlovák nyelvű művek is.

## A szlovák irodalom története

### Középkori szlovák irodalom (800–1500)

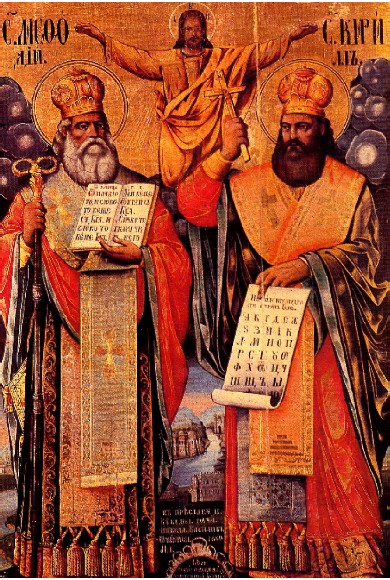
Szent Cirill és Szent Metód.

A mai Szlovákia területén készült első művek Nagymorávia idejéből származnak a 9. századból. Ezek ószláv nyelven íródtak. Az időszak legjelentősebb írói Szent Cirill és Szent Metód, akik Rasztiszláv fejedelem kérésére érkeztek Nagymoráviába. Ők ketten alkották meg az egyházi ószláv nyelvet, valamint kidolgozták a glagolita ábécét, mellyel megalapozták az itt élő szláv törzsek írásosságát. Ezen időszak legjelentősebb művei a főleg vallási témájú fordítások. Cirill és Metód lefordították a Biblia nagy részét, a Breviáriumot, különböző liturgikus előírásokat, énekeskönyveket és a zsoltárokat. Az evangéliumok (Evanjelia) fordításához Szent Cirill egy előszót is írt, ez a Proglas (Előszó), amelyet az első ószláv versként tartanak számon. További jelentős ószláv nyelvű alkotás az Ohridi Szent Kelemen által írt Szent Cirill élete című legenda, valamint Szent Gorazd Szent Metód élete című legendája.
A 10. században a mai Szlovákia területe a Magyar Királyság részévé vált. Az irodalom nyelve a latin, a cseh és a szlovákosított cseh lett. Utóbbi kettő a 15. században kezdett elterjedni a felsőbb társadalmi rétegek tagjai között. A líra (imák és dalok) az egyház hatása alatt állt, a prózai műfajok közül pedig a legenda volt a legelterjedtebb. A cseh és szlovákosított cseh nyelvű első írásos emlékek a 14. századból származnak. Vallási énekek (Vitaj, milý Spasiteľu), imák (Spišské modlitby) és világi énekek maradtak fent. A hivatali környezetből városi könyvek (Žilinská kniha) és levelek maradtak fent.

### Humanizmus és reneszánsz a szlovák irodalomban (1500–1650)
A mai Szlovákia területén a humanizmus és a reneszánsz csak a 15. század végén terjedt el, elsősorban I. Mátyás uralkodása alatt. Az irodalom elvesztette a többségben vallási karakterét, a világi irodalom került előtérbe. A 16. században megjelenik a szlovák irodalom nemzeti jellege, sokkal később, mint az itt élő többi népnél. Az első szlovák könyvet 1561-ben adták ki, Vašek Zaleský Eskük könyve című alkotását.
A latin nyelvű humanista líra legjelentősebb szlovák képviselői Martin Rakovský és Jakub Jakobeus voltak. Jakobeus az antik eposzok mintájára épülő Gentis Slavonicae lacrumae, suspiria et vota (A szlovák nemzet könnyei, sóhajai és imái) című verset írta, mely előfutára a felvilágosulás és romantika, a szlovák múltat éltető műveinek.
A szlovákosított cseh nyelven íródott versek vallási, történelmi vagy szerelmi jelleggel bírnak. A vallásos témájú versek legjelentősebb alkotója Ján Silván, aki egyben a 16. század első jelentős szlovák írója. Jelentős alkotás Juraj Tranovský evangélikus énekgyűjteménye, a Cithara sanctorum (Szentek hárfája), mely szinte azonnal a cseh és szlovák evangélikus elterjedt himnuszoskönyve lett. A legismertebb szlovák történeti énekek a korból Martin Bošňák Píseň o zámku muránském (Ének a murányi várról) című költeménye, és az ismeretlen szerzőtől származó Píseň o Sigetském zámku (Ének a szigeti várról), illetve Píseň o Modrom Kameni, Divíne a Zvolene (Ének Kékkőről, Dévényről és Zólyomról) versek. Egy korai szlovák reneszánsz szerelmes vers az ismeretlen szerzőtől származó Siládi a Hadmázi (Siládi és Hadmázi), amely hátterét a török ellen vívott háborúk adják. Ezen kívül nyolc további szerelmes vers maradt ránk a korszakból.
A szlovák nyelvű drámai irodalom első képviselői, Pavel Kyrmezer és Jur Tesák Mošovský is ekkor alkottak, mindketten Csehország területén.

### Barokk kori szlovák irodalom (1650–1780)
A reneszánsz után különvált az egyházi és a világi irodalom, amely elkülönülés a mai Szlovákia területén a barokk korban lett teljesen egyértelmű.
Az egyházi irodalom legjelentősebb alakja Daniel Sinapius-Horčička, aki latin nyelven alkotott. Prózái nemzeti öntudattal telítettek, dicsőíti a szlovák nyelvet, és a patriotizmus hiányát rója fel a többi szlováknak.
A világi irodalomban új műfajok jöttek létre. Štefan Pilárik Sors Pilarikiana című művében a török fogságban átélt élményeit örökíti meg, Ján Simonides és Juraj Láni pedig a nem katolikusok üldözésével foglalkoztak. Jelentős alkotás Daniel Krman utazási élményeit rögzítő műve, az Itinerarium.
Hugolím Gavlovič vallási, erkölcsi kérdésekkel foglalkozó tanulságos költeményeket írt. Legismertebb műve, a Valašská škola, mravúv stodola csak 1830–1831-ben jelent meg és 1200 verset tartalmaz. Hasonló költeményeket írt Beniczky Péter is.

### Felvilágosodás, klasszicizmus és preromantika a szlovák irodalomban (1780–1840)
A 18. század végét és a 19. század elejét a nemzeti öntudatra ébredés jellemezte. A világi irodalom többségbe került az egyházi irodalommal szemben, új műfajok születtek, és megkezdődött a szlovák nyelvű irodalom alapjainak lefektetése. A nemzeti ébredés korszakának irodalma két részre oszlik: felvilágosult és klasszicista irodalomra (utóbbi időszakot preromantikának is nevezik).

#### Felvilágosult szlovák irodalom

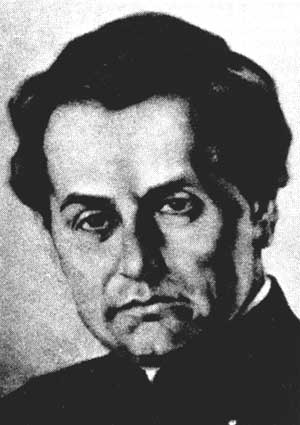
Anton Bernolák (1762–1813).

A nemzeti mozgalom és a kulturális élet legfontosabb alakjai az értelmiségiek, a papok és a tanárok közül kerültek ki, mivel a felsőbb társadalmi rétegek elmagyarosodtak. A felvilágosodás terjesztésében fontos szerepe volt a Prešpurské noviny (Pozsonyi újság) újságnak, amely 1783-ban jelent meg először. A nemzeti öntudat kialakításához szükség volt azonban a szlovák irodalmi nyelv kodifikációjára.
Az első próbálkozást Jozef Ignác Bajza tette meg, 1783-ban. Az általa kidolgozott irodalmi nyelv nem terjedt el, viszont Bajza írta meg az első szlovák regényt, René mláďenca príhodi a skúsenosťi címmel (Az ifjú René esete és tapasztalatai; 1784).
Eredményesebb volt Anton Bernolák, aki a Nagyszombat környéki nyelvjárásokra alapozva dolgozta ki a szlovák irodalmi nyelvet, melyet 1790-ben, a Gramatica slavica kötetben kodifikált. Bernolák irodalmi nyelve sem terjedt el a teljes szlovákság körében, az evangélikusok továbbra is a cseh nyelv különböző változatait használták, és a cseh és szlovák népek egységét hirdették. A szlovák irodalmi nyelv megteremtésének sikertelensége ellenére több fontos mű született Bernolák szabályait használva. Az egyik legjelentősebb Juraj Fándly 1789-es Dúverná zmlúva medzi mňíchom a ďáblom regénye (Bizalmas szerződés egy szerzetes és az ördög között), a Bernolák irodalmi nyelvén íródott első alkotás.

#### Klasszicista szlovák irodalom
A szlovák nemzeti öntudat kialakulását nagyban gátolta a két különböző nyelv használata. A nemzeti mozgalom fontos műve volt Pavol Jozef Šafárik németül megjelent írása A szláv nyelv és irodalom története (Geschichte der slavischen Sprache und Literatur nach allen Mundarten; 1826). Ezt a példát követték a kor új generációjának tagjai is, akik a pánszlávizmusban és a szlávok történelmi múltjában látták a mozgalmuk támaszát.
Ezt a gondolatot fejezte ki a csehül alkotó Ján Kollár Slávy dcera (Szlávság leánya; 1824, 1832) című művében. Ez 150 versben dicsőíti a pánszláv gondolatokat és a hazaszeretet. A Bernolák irodalmi nyelvén író Ján Hollý Svatopluk (1833) című eposza az időszak egyik legjelentősebb alkotása.
A 19. század 30-as éveire datálhatóak a szlovák színjátszás kezdetei. 1830-ban Liptószentmiklóson megalakult az első önkéntes társulat. A kor legsikeresebb drámaírója Ján Chalupka volt, aki komédiáiban kritizálta a polgárságot.

### Szlovák romantika (1840–1850)

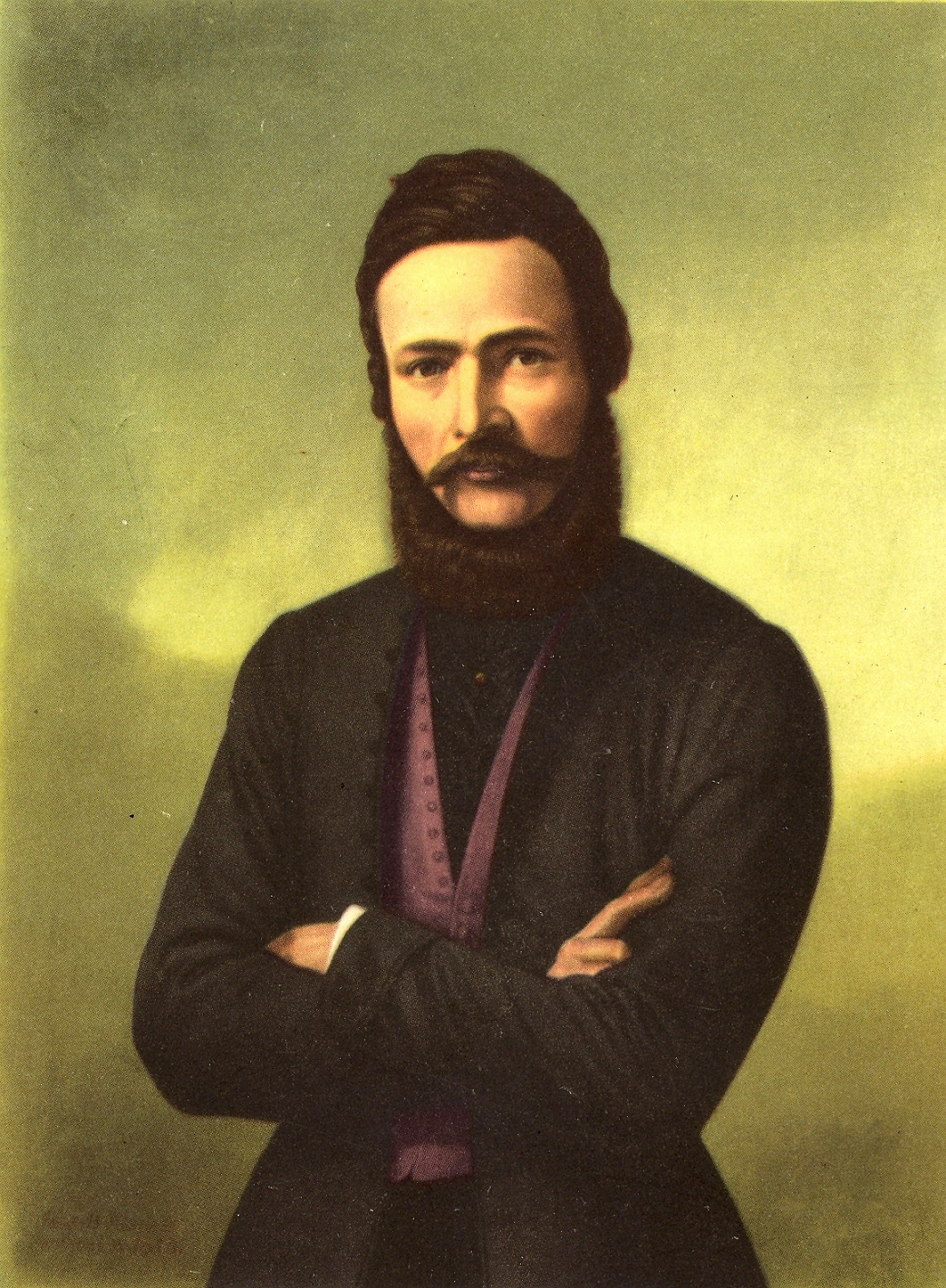
Ľudovít Štúr (1815–1856).

A 19. század első felének új generációja a diákság közül került ki, akik csoportokba szerveződtek. A legjelentősebb ilyen társaság a pozsonyi líceumon jött létre. Itt lett a fiatal generáció vezetője Ľudovít Štúr, aki 1835 és 1838 között alelnökként tevékenykedett. Legjelentősebb tettük a szlovák irodalmi nyelv kodifikációja volt. A kodifikációról 1843-ban, Lubokában döntött Štúr, Hurban és Hodža. Az irodalmi nyelv alapjául a közép-szlovákiai nyelvjárást választották. A kodifikációra 1844-ben került sor. Kollár és a csehek ellenezték a szlovák nemzeti törekvéseket, mivel ezt a közös csehszlovák nemzetkép meggyengítésének tartották. 1844-ben Štúr Nárečja slovenskuo alebo potreba písaňja v tomto nárečí (A szlovák nyelvjárás avagy az ebben a nyelvjárásban való írás szükségessége) című munkájában védte meg az új irodalmi nyelvet, amely hamarosan az egész szlovákságon belül elterjedt. Ugyanebben az évben jelent meg nyelvtankönyve, a Náuka reči slovenskej (A szlovák nyelvtan). Štúr egyetlen verseskötetét 1853-ban adták ki Spevy a piesne (Énekek és dalok) címmel.
A Štúr generáció tagjai nemcsak a szlovák irodalmi nyelvet hozták létre, de a modern szlovák irodalmat is. A kor legjelentősebb írói, költői közé tartozik Samo Chalupka, Janko Kráľ, Andrej Sládkovič, Ján Botto, Jozef Miloslav Hurban és Ján Kalinčiak. Műveikhez a népköltészetet vették alapul, az irodalom nemzeties jelleggel bírt. Habár a legelterjedtebb műnem a líra volt, az epika is fejlődésnek indult.

### A romantikától a realizmusig (1850–1875)
Az 1848–49-es szabadságharcot követő években a szlovák nemzeti mozgalom az abszolutista rendszer miatt háttérbe szorult. Ebben az időben értek azonban véget az irodalmi nyelv körüli viták, Martin Hattala 1852-ben megjelent műve, a Krátka mluvnica slovenská (Rövid szlovák nyelvtan) jelentette a Štúr-féle irodalmi nyelv végleges elfogadását. A nemzeti mozgalom csak a Bach-rendszer bukása után éledt fel. 1861-ben jelent meg először a Pešťbudínske vedomosti című politikai lap. 1861. június 6-án Turócszentmártonban egy össznemzeti tanácskozás ül össze, ahol elfogadták a Szlovák Nemzet Memorandumát. 1863-ban megalapítják a Matica slovenskát, majd három szlovák gimnázium is nyílik, melyeket 1874-ben bezárattak, egy évvel később pedig a Matica slovenskát is betiltották.
A szabadságharc bukása után a szlovák irodalom is stagnált, csak az 1860-as években kezdett feléledni. Az előtérbe az epika és a dráma került. A korszak legnevezetesebb prózaírói Ľudovít Kubáni és Gustáv Kazimír Zechenter-Laskomerský, míg a drámai alkotások közül Ján Palárik és Jonáš Záborský művei jelentősek.

### Realizmus a szlovák irodalomban (1875–1905)

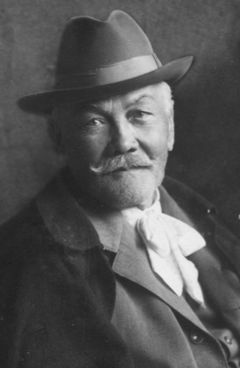
Pavol Országh Hviezdoslav (1849–1921).

A realizmus csak a 19. század 80-as, 90-es éveiben terjedt el a szlovák irodalomban. Hiány volt szlovák kulturális és oktatási intézményekből. A szlovák konzervatív értelmiség központja Turócszentmárton lett, itt több újság jelent meg, például a Národné noviny, a Slovenské pohľady és a Černokažník.
Az irodalmi művek témája a múlt helyett a jelen lett, az írók a valóságot ábrázolták. A karakterek átlagemberek voltak szemben a romantika idealizált hőseivel. A legelterjedtebb műnem az epika volt. A szlovák realizmus két időszakra osztható.
A leíró realizmus az 1880-as években volt uralkodó irányzat. Képviselői közé tartozik Svetozár Hurban-Vajanský, Pavol Országh-Hviezdoslav, Martin Kukučín és Terézia Vansová. Főbb témájuk a nemzeti elnyomás volt. A második korszak, a kritikus realizmus az írók új generációját jellemezte, akik az 1890-es években léptek be az irodalmi életbe. Ők kritikusabban szemlélték a társadalmat és annak problémáit. A kritikus realizmus legfontosabb képviselői Jozef Gregor-Tajovský, Božena Slančíková-Timrava, Ľudmila Podjavorinská, valamint ide sorolhatóak Janko Jesenský és Ladislav Nádaši-Jégé első művei is.

### Szlovák irodalmi modern (1905–1918)
A 20. század elején a szlovák irodalomban is megjelentek az új művészeti irányzatok. Az új, fiatal generáció munkáiban már nem a nemzeti tematika, hanem a személyes érzések kerültek előtérbe. A modern irodalmi irányzatok közül főleg a szimbolizmus és az impresszionizmus terjedt el a szlovák irodalomban.
A szlovák irodalmi modern legkiemelkedőbb alakja Ivan Krasko volt, habár a nyugati irányzatokat először Janko Jesenský követte a szlovák költők közül. A költőkre legnagyobb hatással Baudelaire és Verlaine francia költők, valamint Ady Endre voltak, de a szlovák romantika alkotói is inspirálták őket.

### Két háború közti szlovák irodalom (1918–1945)
A háború közti években a szlovák irodalom gyorsan és dinamikusan fejlődött, az írók újabb generációja megpróbálta beépíteni az európai modern irodalom eszközeit a szlovák irodalomba. Szemben a korábbi időszakokkal, a két háború között egyszerre több irodalmi stílus érvényesült, például a kritikus realizmus, szimbolizmus, vitalizmus, futurizmus, expresszionizmus, szürrealizmus, poetizmus, naturalizmus, szocialista realizmus és lirizált próza.